# 富礦山莊園 (科羅拉多州)
富礦山莊園（英語：Bonanza Mountain Estates）是位於美國科羅拉多州圓石縣的一個人口普查指定地區。

## 地理
富礦山莊園的座標為49°58′35″N 105°28′48″W / 49.97639°N 105.48000°W，而該地最高點為海拔高度2580米（即8450英尺）。

## 人口
根據2010年美國人口普查的數據，富礦山莊園的面積為0.4平方千米，當中陸地面積為0.4平方千米，而水域面積為0.0平方千米。當地共有人口128人，而人口密度為每平方千米320人。